# Alfonso Sánchez García (periodista)
Alfonso Sánchez García (n. Ávila, España; 1956) es un periodista español.
Licenciado en Ciencias de la Información, rama de Periodismo, por la Universidad Complutense de Madrid.

## Trayectoria
Inició su carrera periodística en medios como Cadena COPE, Diario de Murcia y la Cadena Ser (Murcia).
En el año 1985, ingresa en Radio Nacional de España (RNE).
En la ciudad de Toledo, ejerce como jefe de Informativos de RNE en Castilla-La Mancha, además de firmar como columnista del diario ABC.
En 1990, se traslada a Madrid para integrarse en el equipo de Información política de RNE y cubrir acontecimientos de política exterior (1990-1993).
Posteriormente, fue redactor parlamentario (1993-1995) hasta que en 1996 asumió la jefatura de informativos de Radio Exterior de España.
Posteriormente fue nombrado jefe de Información nacional de RNE hasta que, en julio de 2002, se marchó a Bruselas (Bélgica) como corresponsal de RNE hasta finales de 2008.
Alfonso Sánchez puso fin a su carrera en la radio tras acogerse al ERE del Grupo RTVE.